# Medaglia commemorativa per i 300 anni della Procura della Russia
La medaglia commemorativa per i 300 anni della Procura della Russia (in russo Юбилейная медаль «300 лет прокуратуре России»?) è un premio statale della Federazione Russa.

## Storia
La medaglia è stata istituita il 20 aprile 2021 per commemorare il trecentesimo anniversario della Procura della Federazione Russa.

## Assegnazione
La medaglia viene assegnata a:
- pubblici ministeri, funzionari statali federali e altri dipendenti di organi e istituzioni della Procura della Federazione Russa che abbiano svolto coscienziosamente le loro funzioni ufficiali e che, al 31 dicembre 2022, abbiano maturato un'esperienza di servizio nel sistema della Procura della Federazione Russa per almeno 15 anni;
- pensionati e veterani di enti e istituzioni della Procura della Federazione Russa che abbiano prestato servizio in modo impeccabile nel sistema della Procura della Federazione Russa e/o nella Procura dell'Unione Sovietica per almeno 20 anni;
- cittadini della Federazione Russa e stranieri che abbiano contribuito in modo significativo allo sviluppo del sistema della Procura della Federazione Russa, al rafforzamento della legge e dell'ordine e che abbiano assistito gli organi e le organizzazioni della Procura della Federazione Russa nello svolgimento dei compiti loro assegnati.[1]

Pubblici ministeri e dipendenti dello Stato federale e di organi e organizzazioni della Procura della Federazione Russa per meriti speciali nel rafforzamento della legge e dell'ordine possono ricevere la medaglia senza tener conto del durata del servizio nel sistema della Procura della Federazione Russa.
La medaglia è indossato sul lato sinistro del petto e, in presenza di altri premi statali della Federazione Russa, viene posta dopo la medaglia commemorativa per il 300º anniversario della Marina Militare Russa.

## Insegne
La medaglia giubilare è realizzata in ottone e ha la forma di un cerchio del diametro di 32 mm. I contorni della medaglia sono delimitati da un bordo convesso su entrambi i lati.
Sul dritto della medaglia è presente un'immagine del busto dello zar Pietro I di Russia con sullo sfondo il pilastro della legge, un simbolo che tradizionalmente in Russia viene utilizzato per indicare il coinvolgimento nell'amministrazione della legge. Nella parte superiore della medaglia, lungo la circonferenza, è presente l'iscrizione in lettere in rilievo "300 ANNI DELLA PROCURA DELLA RUSSIA" (in russo: "300 ЛЕТ ПРОКУРАТУРЕ РОССИИ").
Sul rovescio della medaglia è raffigurata la sagoma dello stemma araldico della Procura della Federazione Russa. Sopra la sagoma sono presenti i numeri "1722" e "2022" separati da un punto decorativo in rilievo.
La medaglia, con l'aiuto di un occhiello e di un anello, è collegata a un blocco pentagonale ricoperto da un nastro di seta moiré blu con due strisce longitudinali verdi lungo i bordi e accanto due strisce longitudinali gialle. Il nastro è largo 24 mm, la strisce 3 mm e quella gialla 2 mm.